# カットリン駅
カットリン駅（ベトナム語：Ga Cát Linh / Ga 吉靈?）はベトナムのハノイ市ドンダー区にある、ハノイ・メトロ2A号線の駅。駅番号は「T2A-C01」。

## 歴史
2021年11月6日に2A号線のカットリン-イエンギア間開通に合わせて駅が開業。また、2027年には3号線の駅が開業し、当駅に接続予定。

## 駅構造
3面2線を有する高架駅。G階がエントランス、1階が改札階、2階がホーム階となっている。自動券売機は改札階に設けられている。ホームは島式ホーム1面のみ使用し、両サイドにある単式ホーム2面は未使用で閉鎖されている。ホーム北方に折り返し線は無く、当ホームで折り返し運転を行う。

### のりば
| 番線     | 路線   | 行先           | 備考                   |
| -------- | ------ | -------------- | ---------------------- |
| 東側線路 | 2A号線 | イエンギア方面 | 島式ホーム側の扉が開く |
| 西側線路 | 2A号線 | イエンギア方面 | 島式ホーム側の扉が開く |

※案内上ののりば番号は割り当てられていない。

## 駅周辺
- バーチュアコー寺院
- ベトナム保健省（英語版）
- ハノイ情報通信局
- ハタン病院歯科
- カットリン中学校
- カットリン小学校
- カットリン幼稚園
- 鉱業・冶金科学技術研究所
- 情報通信司令部
- グエンチャイ中学校
- チェオ劇場（ベトナム語版）
- プルマン・ハノイ・ホテル
- カットリン寺
- キムソン寺
- ハオナム寺院
- ハンダイ・スタジアム
- ベトナムサッカー連盟
- スポーツトレーニング・競技センター
- 財務省（ベトナム語版）
- キムマーバスターミナル（ベトナム語版）

## 路線バス
| バス路線                                                    | ルート |
| 95 ジャン・ヴォ                                             | 95 ジャン・ヴォ |
| ----------------------------------------------------------- | --- |
| 22A(ザーラムバスターミナル - チュンヴァン都市圏)            | チュンヴァン都市圏 - ... - グエン・チ・タン - ... - ジャン・ヴォ - ... ザーラムバスターミナル                                                     |
| 38(ナムタンロンバスターミナル - マイドン)                   | ナムタンロンバスターミナル - ... - 交通大学 - カウザイ経由地 - ... - ジャン・ヴォ - ... - マイドン                                                |
| 49(ニョン - トラン・カン・ドゥ)                             | ニョン - ... - ジャン・ヴォ - ... - トラン・カン・ドゥ                                                                                            |
| 144(鉱山地質大学 - トラン・カン・ドゥ)                      | 鉱山地質大学 - ... - ジャン・ヴォ - ハオナム -... - トラン・カン・ドゥ                                                                            |
| (A) ハオナムバス停                                          | |
| 90(ハオナム - ノイバイ空港)                                 | ハオナム (カットリン駅) - ハオナム - ジャン・ヴォ -...                                                                                            |
| 143(ハオナム - ドンアンタウン)                              | ハオナム -... - グエン・タイ・ホック -... - ドンアンタウン                                                                                        |
| 146(ハオナム - Khu liên cơ quan Sở ngành Hà Nội - ハオナム) | 午後発: ハオナム - ジャン・ヴォ - ... - ジャン・ヴォ - ハオナム 午後着: ハオナム - ジャン・ヴォ - グエンタイホック -... - ジャン・ヴォ - ハオナム |
| E02(ハオナム - ビンホームズオーシャンパーク)                | ハオナム (カットリン駅) - ... - ビンホームズオーシャンパーク                                                                                      |
| (B) ハオナムバス停 (D2)                                     | |
| 146(ハオナム - Khu liên cơ quan Sở ngành Hà Nội - ハオナム) | 午後発: ハオナム - ジャン・ヴォ -... - ジャン・ヴォ - ハオナム 午後着: ハオナム - ジャン・ヴォ - グエンタイホック -... - ジャン・ヴォ - ハオナム  |
| ハオナム交差点(188ハオナム)                                 | |
| 25(ギャバットバスターミナル - 熱帯病国家病院第2)            | ギャバットバスターミナル - ... - ハオナム - ジャン・ヴォ - ... - 熱帯病国家病院第2                                                                |
| 49(トラン・カン・ドゥ - ニョン)                             | トラン・カン・ドゥ - ... - ハオナム - ジャン・ヴォ - ... - ニョン                                                                                 |
| 50(ロンビエン - ヴァンカイン都市圏)                         | ロンビエン - ... - ハオナム - ジャン・ヴォ - ... - ヴァンカイン都市圏                                                                             |
| 99(グーヒエップ - キムマー)                                 | グーヒエップ - ... - ハオナム - キムマーバスターミナル                                                                                            |
| 142(ビンコム ロンビエン - ナム・タン・ロン)                 | ビンコム ロンビエン - ... - ハオナム - ジャン・ヴォ - ... - ナム・タン・ロン                                                                      |
| 144(トラン・カン・ドゥ - 鉱山地質大学)                      | トラン・カン・ドゥ - ... - ハオナム - ジャン・ヴォ -... - 鉱山地質大学                                                                            |
| E02(ビンホームズオーシャンパーク - ハオナム)                | ビンホームズオーシャンパーク - ... - ハオナム (カットリン駅)                                                                                      |
| 116ハオナムの向かい                                         | |
| 25(熱帯病国家病院第2 - ギャバットバスターミナル)            | 熱帯病国家病院第2 - ... - ジャン・ヴォ - ハオナム -...ギャバットバスターミナル                                                                    |
| 49(ニョン - トラン・カン・ドゥ)                             | ニョン - ... - ジャン・ヴォ - ハオナム - ... - トラン・カン・ドゥ                                                                                 |
| 50(ヴァンカイン都市圏 - ロンビエン)                         | ヴァンカイン都市圏 - ... - ジャン・ヴォ - ハオナム - ... - ロンビエン                                                                             |
| 99(キムマー - グーヒエップ)                                 | キムマーバスターミナル - ジャン・ヴォ - ハオナム - ... - グーヒエップ                                                                             |
| 142(ナム・タン・ロン - ビンコム ロンビエン)                 | ナム・タン・ロン - ... - ジャン・ヴォ - ハオナム -... - ビンコム ロンビエン                                                                       |
| 144(鉱山地質大学 - トラン・カン・ドゥ)                      | 鉱山地質大学 - ... - ジャン・ヴォ - ハオナム -... - トラン・カン・ドゥ                                                                            |
| E02(ハオナム - ビンホームズオーシャンパーク)                | ハオナム (カットリン駅) - ... - ビンホームズオーシャンパーク                                                                                      |
| ヌイ・チュック                                              | |
| BRT01(キムマー - イエンギアバスターミナル)                  | キムマー - ヌイ・チュック - ... - イエンギアバスターミナル                                                                                        |
| 173 番地 ジャンヴォ通り付近                                 | |
| 23(グエン・コン・トゥルー - グエン・コン・トゥルー)         | グエン・コン・トゥルー - ... - ジャン・ヴォ - ... - グエン・コン・トゥルー                                                                        |

## 隣の駅
ハノイ・メトロ
 2A号線
カットリン駅 (T2A-C01) - ラタイン駅 (T2A-C02)